# Cyclorhagida
Cyclorhagida é uma ordem de vermes do filo Kinorhyncha.

## Subordens
Possui as seguintes subordens:
- Subordem Cyclorhagae
  - Família Echinoderidae
  - Família Zelinkaderidae
  - Família Centroderidae
  - Família Dracoderidae
- Subordem Conchorhagae
  - Família Semnoderidae
- Subordem Cryptorhagae
  - Família Cateriidae